# Лилијано (Сијена)
Лилијано је насеље у Италији у округу Сијена, региону Тоскана.
Према процени из 2011. у насељу је живело 15 становника. Насеље се налази на надморској висини од 302 м.